# Jastrzębie-Zdrój
Jastrzębie-Zdrój (în germană Bad Königsdorf(-Jastrzemb)) este un municipiu în voievodatul Silezia, Polonia.
Se află la o altitudine de 259 m deasupra nivelului mării. Are o suprafață de 85,33 km². Populația este de 85.050 locuitori, determinată în 31 martie 2021, prin recensământul polonez din 2021[*].

## Orașe înfrățite
- Havířov, Cehia din 1 martie 1995
- Karviná, Cehia din 6 martie 1995
- Tourcoing, Franța din 12 aprilie 1997